# Antoine de La Sale
Antoine de La Sale, född ca 1385, död ca 1461, var en fransk författare.
Antoine de La Sale var guvernör för de unga franska prinsarna, för vilka han skrev didaktiskt-moraliserande verk som La Salade (ungefär "Blandade ämnen") och La Sale, titlar som var tänkta att anspela på författarens namn. La Sale skrev även en sedeskildrande, satirisk riddarroman, Le Petit Jehan de Saintré, ansedd som en av de första franska realistiska romanerna. De ridderliga bedrifterna står som kontrast till den dråpligt satiriska skildringen av en lättfärdig dams intriger, slutligen hämnade av hjälten. Antoine de La Sale har med orätt tidigare tillskrivits Les quinze joyes du mariage. La Sale har endast episodiskt behandlat äktenskapslyckan i La Sale.